# Wiktor Maringe

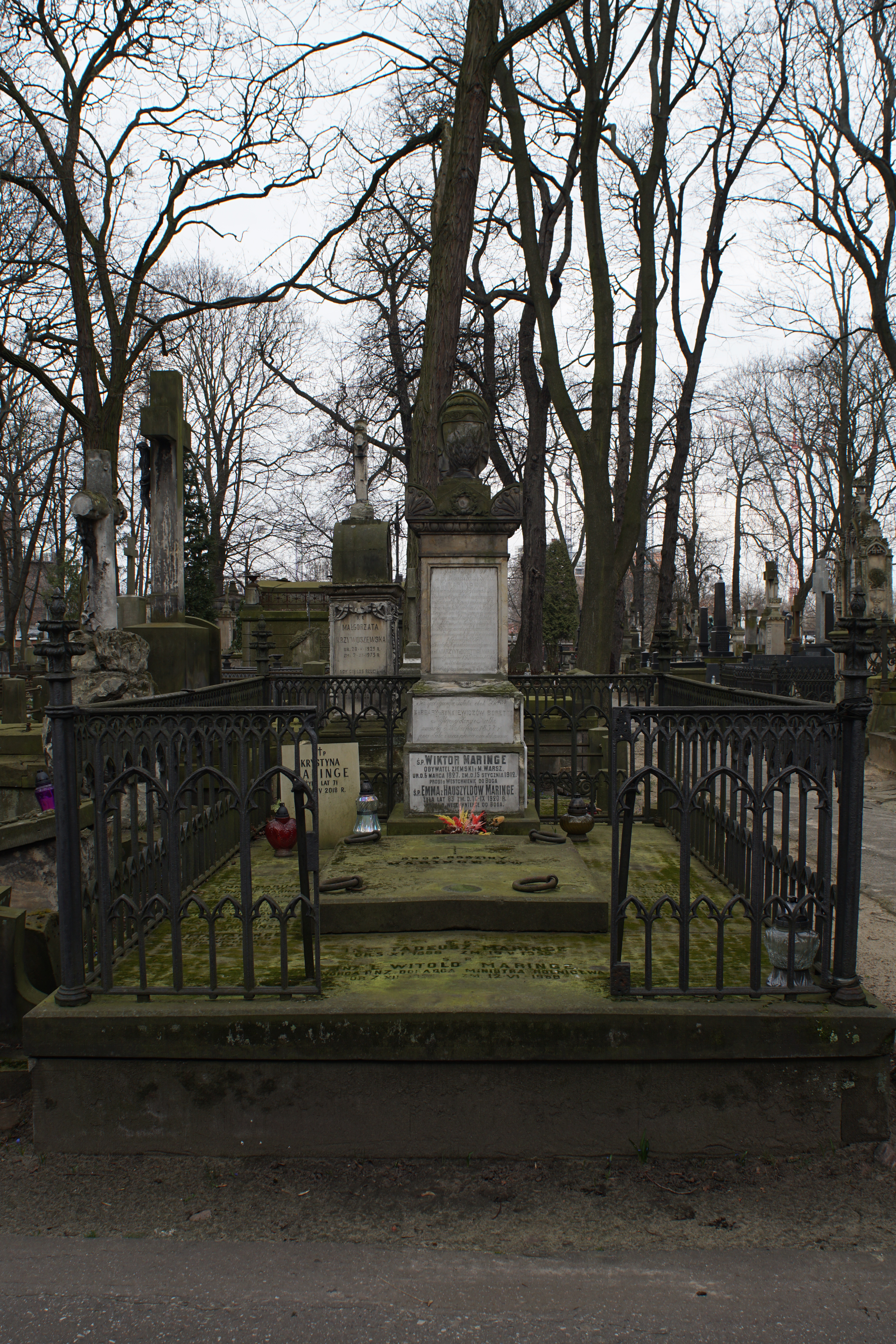
Grób Wiktora Maringa na cmentarzu Powązkowskim

Wiktor Feliks Maringe (ur. 6 marca 1827 w Warszawie, zm. 15 stycznia 1912 tamże) – właściciel hotelu Maringe. 
Był synem Leonarda Ludwika. Członek Towarzystwa Rolniczego w Królestwie Polskim (adres: Jasieniec, poczta: Sochaczew, powiat Łowicki), urzędnik Królestwa Polskiego (1860–1862). W latach 60. XIX wieku właściciel dworu w Kuznocinie. Po śmierci został pochowany na cmentarzu Powązkowskim w Warszawie (kwatera 4-1-29).